# Chrám Ochrany Přesvaté Bohorodičky (Nižný Komárnik)
Chrám Ochrany Přesvaté Bohorodičky je řeckokatolický chrám v Nižném Komárniku. Od roku 1968 je spolu s dalšími 26 kostely součástí souboru Východoslovenských dřevěných kostelů, který je národní kulturní památkou SR.

## Popis chrámu
Dřevěný řeckokatolický chrám Ochrany Přesvaté Bohorodičky byl postaven v roce 1938 nedaleko starého, poškozeného v první světové válce. Starý chrám už nyní neexistuje. I když je z 20. století, byl zařazena do souboru 27 národních památek a má několik výjimečnosti hodných návštěvy. Na území Slovenska jde o jediný chrám bojkovského typu - jediná v exteriéru téměř dokonalá dřevěná roubená kupole - realizovaná vize již v 5. stol. postavených cařihradských zděných chrámů. Tento dřevěný rusínský řeckokatolický chrám postavili domácí rusínští tesaři za pomoci ostatních vesničanů a projektu dobrodince.
Projektoval ho ukrajinský architekt a kunsthistorik Ing. Volodymyr Sičynskyj (1894-1962). Tento architekt je i autorem chrámu Seslání Ducha svatého v Michalovcích. Nynější dřevěný chrám v Nižném Komárniku je snad jediná dřevěná sakrální stavba na Slovensku, kterou pomáhal realizovat profesionální architekt. Na rozdíl od zmiňovaného starého chrámu lemkovského typu, tento chrám je již bojkovského typu, ve kterém Trojdílnost není zvýrazněna věžemi různé výšky (u lemkovského typu je nejvyšší věž nad babincem, někdy i jakoby oddělená od ostatní konstrukce stavby a nejnižší věž je nad hlavním oltářem). Bojkovský typ dřevěného chrámu zvýrazňuje pokrytí chrámové lodi. Chrám stojí na kamenné podezdívce. Na kopulích jsou jehlancovité věžičky. Před vchodem je tympanonem zakončený portikus s křížem a vyřezávanými sloupy. Je to lidové přetvoření klasicistního stylu. Vnitřní zařízení je z dob stavby chrámu. Na jižní straně oltářní části je malá sakristie se zvláštním vchodem. Aktivní estetickou roli zde mají barvy (světle žlutá, světle modrá, tmavočervená). Na výrazu přidávají i dvojitá okna a členitost tvarů konstrukce. Architektonickou dominantou lodi je šířka oltářního prostoru a babince, jakož i nejvyšší centrální věžička. Všechny věžičky jsou zakončeny železnými kovanými kříži. Jsou pokryty plechem a až další části šindelem. Vnitřní výzdoba je z období vzniku chrámu. Ikonostas byl přivezen pravděpodobně ze Zemplína, zřejmě z Trebišova. Pochází (podle V. Grešlíka) asi z ikonopisné dílny rodiny Bohdanských z polských Jasiel.
Chrám v Nižním Komárniku během krutých frontových bojů v obci na podzim 1944 jakoby zázrakem zůstal nepříliš poškozený. Opraven byl v roce 1946 a další velké opravy byly provedeny v polovině šedesátých let. V polovině 90. let byla částečně restaurována apoštolská řada na ikonostasu (J. Leško ze Svidníku). Zásluhou tamního správce farnosti (Mgr.J.Popovca), a s pomocí novodobých patronů, rodáků a věřících byla v r. 2004 a 2005 provedena rekonstrukce a restaurační práce na ikonostasu.